# Charles Harding Firth
Charles Harding Firth (* 16. März 1857 in Sheffield; † 19. Februar 1936 in Oxford) war ein britischer Historiker.

## Leben
Firth stammte aus einer wohlhabenden Familie von Stahlindustriellen. Er studierte am Balliol College der University of Oxford bei William Stubbs und gewann dort den Stanhope-Preis für einen historischen Essay. 1878 machte er seinen Abschluss und trotz sehr guter Noten kehrte er erst 1883 zurück, um eine akademische Karriere zu verfolgen. Unter dem Einfluss von Samuel Rawson Gardiner wandte er sich der Geschichte des 17. Jahrhunderts in Großbritannien zu. 1887 wurde er Lecturer am Pembroke College und 1901 Fellow des All Souls College. 1904 wurde er als Nachfolger von Frederick York Powell Regius Professor of Modern History in Oxford.
Er befasste sich vor allem mit dem Englischen Bürgerkrieg und der Herrschaftszeit von Oliver Cromwell, wie sein Kollege Samuel Rawson Gardiner, dessen Geschichte des Bürgerkriegs er vollendete. Er untersuchte insbesondere das Parlament und die Armee Cromwells im Bürgerkrieg.
Wie sein Freund Thomas Frederick Tout in Manchester versuchte er in Oxford das Geschichtsstudium zu professionalisieren und genaues Quellenstudium zu fördern, stieß dabei aber auf Widerstand in der Universitätsverwaltung, die den Vorrang in der Ausbildung künftiger Eliten in Großbritannien sah.
1903 wurde er Fellow der British Academy. 1913 bis 1917 war er Präsident der Royal Historical Society und er war Präsident der Historical Association (1906 bis 1910 und 1918 bis 1920). Von ihm stammen Beiträge zur The Cambridge Modern History und viele Beiträge zum Dictionary of National Biography. Er war an der Gründung der English Historical Review (1886) beteiligt und gab die History of England von Macaulay heraus.
1922 wurde er geadelt.

## Schriften
- Oliver Cromwell and the rule of the Puritans in England, 1900,
- Cromwell's Army: A History of the English Soldier during the Civil Wars, the Commonwealth and the Protectorate, 1902 (Ford Lectures in Oxford 1900/1901),
- The last years of the Protectorate, 1656-1658, 1909, 2 Bände (Vollendung des Geschichtswerks von Gardiner), v.1 v.2
- The House Of Lords During The Civil War, 1910,
- Life of the Duke of Newcastle, 1886
- Scotland and the Commonwealth. Letters and papers relating to the military government of Scotland, from August 1651 to December, 1653, 1895,
- Scotland and the Protectorate. Letters and papers relating to the military government of Scotland from January 1654 to June 1659, 1899,
- The narrative of General Venables, with an appendix of papers relating to the expedition to the West Indies and the conquest of Jamaica, 1654-1655, 1900,
- The memoirs of Edmund Ludlow, lieutenant-general of the horse in the army of the commonwealth of England, 1625-1672, 2 Bände, 1894, v.1 v.2 (das Buch galt lange als authentische Quelle, bis in den 1970er Jahren das Originalmanuskript auftauchte (heute Bodleian Library), das zeigt, dass das Buch von den Herausgebern stark verfälscht wurde)[1]
- Herausgeber: The Clarke papers. Selections from the papers of William Clarke, secretary to the Council of the Army, 1647-1649, and to General Monck and the commanders of the army in Scotland, 1651-1660, 4 Bände (Camden Society), 1891, 1901
- Herausgeber: Mrs Hutchinson’s Memoirs of Colonel Hutchinson, 1885
- Notes on the diplomatic relations of England and France 1603-1688; lists of ambassadors from England to France and from France to England, 1906
- Papers relating to Thomas Wentworth, first Earl of Strafford, 1890,
- Stuart tracts, 1603-1693, 1903,
- Naval songs and ballads, 1908,
- Milton as an historian, 1908,
- The School of English Language and Literature, a contribution to the history of Oxford studies, 1909,
- English history in English poetry, from the French revolution to the death of Queen Victoria, 1911,
- John Bunyan, 1911,
- Herausgeber: An American garland, being a collection of ballads relating to America, 1563-1759, 1915,